# Prasat Suor Prat

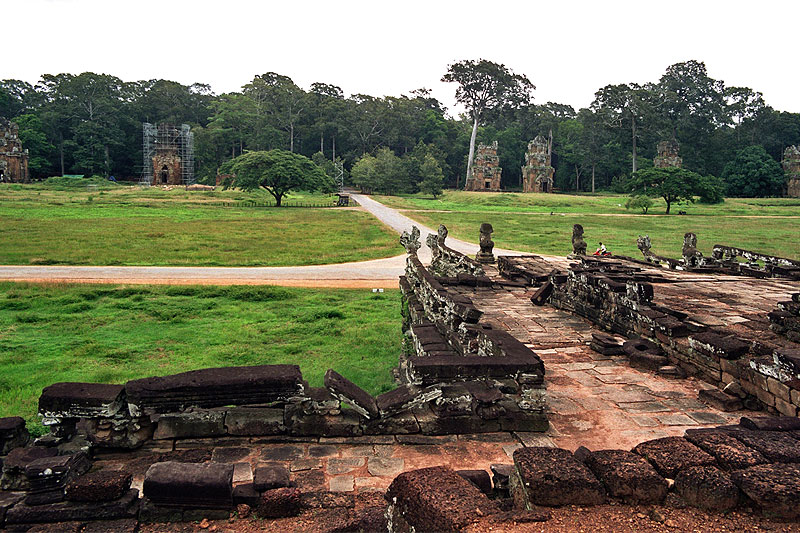
Vue d'une partie des tours du Prasat Suor Prat depuis la terrasse des éléphants.

Prasat Suor Prat est un ensemble de douze petites tours situé à Angkor Thom, près de la ville de Siem Reap, au Cambodge.
Le démontage d'une de ces tours qui penchait dangereusement a permis de comprendre que des blocs de latérite avaient glissé sur le sol des fondations, en raison de l'humidité qui gorge le sol pendant la saison des pluies et ne permet pas à cette latérite de rester en place sous le poids de la tour.